# Grammy Trustees Award
Der Grammy Trustees Award ist ein Sonderpreis der jährlichen Grammy Awards, der unregelmäßig an ausgewählte Künstler mit fortgesetztem besonderem Einfluss auf die Musik verliehen wird. Er wird an Personen vergeben, die während ihrer Karriere im Musikbereich durch ihre Beiträge für die Musik verdient gemacht haben, ohne selbst Darbieter zu sein. Seit 1983 können auch Künstler diesen Preis erhalten. Er unterscheidet sich vom Grammy Lifetime Achievement Award, der an Darsteller vergeben wird.
Der erste Trustees Award wurde 1967 an den musikalischen Direktor des Chicago Symphony Orchestra, Georg Solti, und den britischen Musikproduzenten für Decca Records, John Culshaw, vergeben.

## Preisträger
Die folgenden Personen haben den Grammy Trustees Award erhalten:
| Jahr | Geehrte Personen |
| ---- | --- |
| 1967 | Georg Solti und John Culshaw                                                                                                 |
| 1968 | Duke Ellington und Billy Strayhorn, Krzysztof Penderecki                                                                     |
| 1970 | Robert Moog |
| 1971 | Chris Albertson, John Hammond, Larry Hiller, Paul Weston                                                                     |
| 1972 | The Beatles |
| 1977 | Thomas Edison, Leopold Stokowski                                                                                             |
| 1979 | Goddard Lieberson, Frank Sinatra                                                                                             |
| 1981 | Count Basie, Aaron Coplund                                                                                                   |
| 1983 | Les Paul |
| 1984 | Béla Bartók |
| 1985 | Eldridge Johnson |
| 1986 | George und Ira Gershwin |
| 1987 | Harold Arlen, Emile Berliner, Jerome Kern, Johnny Mercer                                                                     |
| 1989 | Walt Disney, Quincy Jones, Cole Porter                                                                                       |
| 1990 | Dick Clark |
| 1991 | Milt Gabler, Berry Gordy, Sam Phillips                                                                                       |
| 1992 | Thomas A. Dorsey, Christine Farnon, Oscar Hammerstein II, Lorenz Hart                                                        |
| 1993 | Ahmet und Nesuhi Ertegün, W. C. Hundy, George T. Simon                                                                       |
| 1994 | Norman Granz |
| 1995 | Pierre Cossette |
| 1996 | George Martin, Jerry Wexler                                                                                                  |
| 1997 | Herb Alpert und Jerry Moss, Burt Bacharach und Hal David, Alan Jay Lerner und Frederick Loewe, Jerry Leiber und Mike Stoller |
| 1998 | Hollund-Dozier-Hollund, Frances Preston, Richard Rodgers                                                                     |
| 1999 | Kenneth Gamble und Leon Huff                                                                                                 |
| 2000 | Clive Davis, Phil Spector |
| 2001 | Arif Mardin, Phil Ramone |
| 2002 | Tom Dowd, Alan Freed |
| 2003 | Alan Lomax, New York Philharmonic                                                                                            |
| 2004 | Gerry Goffin und Carole King, Orrin Keepnews, Marian McPartlund                                                              |
| 2005 | Hoagy Carmichael, Don Cornelius, Alfred Lion, Billy Taylor                                                                   |
| 2006 | Chris Blackwell, Owen Bradley, Al Schmitt                                                                                    |
| 2007 | Estelle Axton, Cosimo Matassa, Stephen Sondheim                                                                              |
| 2008 | Olumide Chapters, Jac Holzman, Willie Mitchell                                                                               |
| 2009 | George Avakian, Elliott Carter, Allen Toussaint                                                                              |
| 2010 | Harold Bradley, Florence Greenberg, Walter C. Miller                                                                         |
| 2011 | Al Bell, Wilma Cozart Fine, Bruce Lundvall                                                                                   |
| 2012 | Dave Bartholomew, Steve Jobs, Rudy Van Gelder                                                                                |
| 2013 | Alan und Marilyn Bergman, Leonard und Phil Chess, Alan Livingston                                                            |
| 2014 | Ennio Morricone, Rick Hall, Jim Marshall                                                                                     |
| 2015 | Barry Mann und Cynthia Weil, Richard Perry, George Wein                                                                      |
| 2016 | John Cage, Fred Foster, Chris Strachwitz                                                                                     |
| 2017 | Thom Bell, Mo Ostin, Ralph S. Peer                                                                                           |
| 2018 | Bill Graham, Seymour Stein, John Williams                                                                                    |
| 2019 | Lou Adler, Ashford & Simpson, Johnny Mandel                                                                                  |

## Belege
1. ↑  "individuals who, during their careers in music, have made significant contributions, other than performance, to the field of recording" - nach Special Merit Awards: Class Of 2014